# Leuciris amplimargo
Leuciris amplimargo là một loài bướm đêm trong họ Geometridae.